# Admirał floty Związku Radzieckiego
Admirał floty Związku Radzieckiego (ros. Адмирал флота Советского Союза) – najwyższy stopień w Marynarce ZSRR wprowadzony 3 marca 1955. Odpowiadał stopniowi marszałka ZSRR. Wcześniej, od maja 1945 stopniowi marszałka odpowiadał stopień admirał floty.
Stopień został  zniesiony w związku z rozpadem ZSRR w 1991. 
Stopień admirała floty Związku Radzieckiego posiadali:
- Nikołaj Kuzniecow
- Iwan Isakow
- Siergiej Gorszkow

Pagony: wielka pięcioramienna gwiazda, z wchodzącymi spod niej promieniami i czarną kotwicą na czerwonym tle. Dalej herb ZSRR. Identyczne pagony nosił w l. 1945–1955 admirał floty.